# Pasażer do Frankfurtu
Pasażer do Frankfurtu (ang. tytuł Passenger to Frankfurt) – powieść sensacyjna Agathy Christie, wydana w 1970 roku. 
Powieść poprzedzona jest wstępem autorki, w którym tłumaczy, skąd zaczerpnęła pomysł utworu. Jak pisze – przyniosła go codzienna lektura gazet, w których doniesienia grupują się wokół następujących tematów: „Porwane samoloty. Kidnapping. Przemoc. Zamieszki. Nienawiść. Anarchia – rosnąca w siłę, wszechogarniająca” (cytaty za: Agatha Christie, Pasażer do Frankfurtu, Wydawnictwo Dolnośląskie, Wrocław 2005). Te motywy wykorzystane zostały w powieści, która zdecydowanie różni się od kryminałów autorki, do których przyzwyczajony został czytelnik. Tym razem nie ma morderstwa i grupy podejrzanych osób, wśród których, drogą dedukcji i eliminacji, należy wynić mordercę.
Książka ma bardziej sensacyjny charakter. Tematem jest "mroczny spisek zmierzający do zawładnięcia światem" – "szaleńcy owładnięci żądzą niszczenia" chcą zbudować nowy świat. Na końcu wstępu autorka pisze: "Ta opowieść jest fantazją. Nie ma ambicji uchodzić za coś więcej. Ale większość opisanych w niej wydarzeń można spotkać każdego dnia".

## Ważniejsi bohaterowie
- Sir Stafford Nye – główny bohater powieści, brytyjski dyplomata w średnim wieku. Nye znany jest w świecie polityki jako lekkoduch i człowiek nieodpowiedzialny, co sprawia, że nikt nie traktuje go poważnie.

- Hrabina Renata Zerkowski – pochodząca z Niemiec młoda hrabina, będąca jednocześnie jedną z najlepszych pracownic brytyjskiego wywiadu o pseudonimie "Mary Ann".

- Lady Matylda Cleckheaton – starsza angielska dama, ciotka Stafforda. Posiadająca bogate znajomości wśród brytyjskich ważnych osobistości rządowych, wywiadu, armii, a także słynnych naukowców.

- Charlotte von Waldsaussen – brzydka i otyła staruszka mieszkająca w bawarskich górach. Charlotte jest jedną z najbardziej wpływowych osób na świecie i jednocześnie zagorzałą nazistką. Kontroluje i finansuje rozruchy anarchistyczne młodych ludzi na terenie całego świata.

- Franz Joseph – syn Charlotte, uznawany wśród buntowników za syna samego Adolfa Hitlera, dzięki czemu oddają mu oni bezgraniczną cześć i mają nadzieję, że to właśnie on poprowadzi ich do walki o nowy, lepszy świat.

- Pan Robinson – bankier i finansista, jedna z najbardziej wpływowych osób w Wielkiej Brytanii, angażuje się w walkę z rebeliantami.

- Pułkownik Pikeway – członek brytyjskiego wywiadu, postać pojawiająca się regularnie w powieściach Agathy Christie o podobnej tematyce.

- Robert Shoreham – światowej sławy brytyjski naukowiec.

- Liczni politycy, pracownicy wywiadu, policjanci oraz inne ważne osobistości, pojawiające się przy opisie debat nad rozwojem anarchii w poszczególnych krajach na świecie.

## Fabuła
Brytyjski polityk, Stafford Nye, jest w trakcie podróży samolotem w drodze powrotnej z konferencji na Malajach. Niespodziewanie lot zostaje przerwany ze względu na złe warunki atmosferyczne i samolot zmuszony jest do międzylądowania we Frankfurcie nad Menem. Na lotnisku do Nye'a podchodzi młoda kobieta, która twierdzi, że jest śledzona i znajduje się w śmiertelnym niebezpieczeństwie. Prosi mężczyznę o pomoc, polegającą na wypożyczeniu jej swoich dokumentów oraz płaszcza, co umożliwi jej podszycie się pod niego i bezpieczny powrót do domu. Sam Stafford miałby wypić w tym czasie napój ze środkiem nasennym i udawać ofiarę kradzieży, po czym wrócić do kraju najbliższym samolotem. Polityk jest sceptycznie nastawiony do tajemniczej historii dziewczyny, jednak godzi się na całą akcję i wszystko idzie zgodnie z planem.
Po powrocie do domu okazuje się, że płaszcz oraz dokumenty zostały mu zwrócone. Stafford, zafascynowany urodą młodej ryzykantki nie może o niej zapomnieć. Po pewnym czasie udaje mu się ją spotkać na jednym z organizowanych w ambasadzie przyjęć dla elity politycznej, gdzie nieznajoma przedstawia się jako hrabina Renata Zerkowski. Dziewczyna odmawia jakichkolwiek wyjaśnień związanych ze sprawą we Frankfurcie, jednak podstępem zabiera Stafforda do willi w małej miejscowości Godalming. Okazuje się, że Renata jest agentką wywiadu, a w wiejskim domu czeka na niego grupa wpływowych angielskich osobistości, która chce poprosić Nye'a o pomoc w pewnej bardzo ważnej sprawie.
Od pewnego czasu na obszarze całego świata dochodzi do buntów i rozruchów. Ich prowodyrami są głównie szaleni młodzi ludzie, chcący obalić stary porządek i wprowadzić nowy, według nich lepszy ład. Prezentują oni poglądy podobne do hitleryzmu - na świecie powinien się według nich liczyć jedynie kult władzy i silnych jednostek przy bezlitosnej eliminacji słabszych. Rebelie przybierają coraz poważniejszy i groźniejszy charakter, a rządy wszystkich państw rozkładają ręce. Wywiad chce jednak odkryć, kto podżega i finansuje wszystkie te akcje. Podejrzewa się, że osoby te, kimkolwiek są, chcą jedynie wysłużyć się młodymi szaleńcami, by samemu zapewnić sobie nieograniczoną władzę. Stafford Nye zostaje zatem poproszony, by przy pomocy Renaty wykrył mocodawców buntowników, a następnie przekazał wyniki swojego śledztwa wywiadowi. Jego zleceniodawcy wierzą bowiem, że przez wzgląd na swoją niepozorność i niepoważną reputację, łatwiej mu będzie dostać się w ich szeregi by zebrać więcej informacji.
Stafford godzi się na współpracę. Nie bardzo wie jednak, gdzie rozpocząć poszukiwania. Tu z pomocą przychodzi Renata, która zabiera go w bawarskie góry - do rezydencji niejakiej Charlotte von Waldsaussen, która, jak się okazuje, jest jedną z osób wspierających rozruchy. Stafford zostaje ciepło przyjęty przez staruszkę, ponieważ chodziła ona w młodości do jednej klasy z jego ciotką, lady Matyldą Cleckheaton. Ma więc okazję zabawić wraz z Renatą w rezydencji przez kilka dni i zaobserwować olbrzymi kult, jakim okoliczni młodzi ludzie darzą starą Charlottę oraz jej syna - Franza Josepha, uznawanego jest przez nich za potomka samego Fuhrera, który, jak głosi wieść, przeżył wojnę i w wyniku sprytnej maskarady zbiegł do Argentyny, gdzie przeżył jeszcze kilka lat i doczekał się potomka. Franz okazuje się być, podobnie jak jego domniemany ojciec, znakomitym erudytą, potrafiącym rzucić na kolana tłumy fanatycznych młodych ludzi, gotowych oddać życie za niego i w imię idei, które wygłasza.
Po opuszczeniu rezydencji Waldsaussenów, Stafford i Renata podróżują po innych krajach, gdzie trwają rebelie. Tymczasem w Europie dzieje się coraz gorzej. Rządy wszystkich państw obradują na specjalnych, kryzysowych konferencjach, nikt jednak nie ma pomysłu, jak zatrzymać globalną falę anarchii.
Wreszcie następuje przełom. Lady Matylda udaje się z wizytą do Charlotty, gdzie opowiada jej zmyśloną historię o rzekomych nazistowskich upodobaniach siostrzeńca oraz jego skłonności do ewentualnej współpracy z buntownikami. Powoduje to, że po pewnym czasie do domu Stafforda w Anglii przychodzą osobiście w celu zwerbowania go najważniejsze postacie spośród buntowników i Nye ma okazję dowiedzieć się, kim są, po czym przekazać tę informację wywiadowi krajowemu. Na dodatek brytyjski rząd dowiaduje się o pewnych obiecujących badaniach, które swego czasu przeprowadzał światowej sławy naukowiec, profesor Robert Shoreham. Udało mu się mianowicie wynaleźć preparat, zwany "Projektem B.", który wpływałby na komórki mózgowe ludzi i powodował, że odczuwaliby oni wewnętrzne obrzydzenie wobec zła i przemocy oraz silną chęć niesienia dobra bliźniemu. Środek ten byłby znakomitym rozwiązaniem światowej fali buntów, jednakże okazuje się, że profesor nagle wstrzymał prace nad projektem i zaniechał dalszych badań.
Nie tracąc nadziei, kilkoro ważnych brytyjskich osobistości z panem Robinsonem na czele, postanawia udać się do północnej Szkocji, gdzie obecnie mieszka podstarzały już i schorowany Shoreham w celu przekonania go do kontynuacji badań. Niestety - ten za żadną cenę nie chce zgodzić się na współpracę. Dopiero osobisty znajomy naukowca, polityk, pan Altamount jest w stanie przekonać go do zmiany decyzji. Wtem okazuje się, że w pomieszczeniu są osoby silnie związane z przeciwnikami - James Kleek, osobisty sekretarz Altamounta oraz Milly Jean - szanowana brytyjska dama, żona ambasadora, która podstępnie przebrała się za pielęgniarkę Shorehama. Nie chcą oni dopuścić do tego by Altamount zabrał głos i Milly Jean zabija go strzałem z pistoletu. Udaje się jednak pojmać przestępców, a poruszony tragicznymi wydarzeniami Robert Shoreham daje się jednak namówić na kontynuację badań i w ten sposób uratowanie świata staje się możliwe.
Książka kończy się skojarzeniem Renaty Zerkowski ze Staffordem Nye'm, którzy po zakończeniu fali rewolucji mogą nareszcie spokojnie zająć się życiem prywatnym i niebawem stają na ślubnym kobiercu.